# 阿兰·朱佩
阿兰·马里·朱佩（法語：Alain Marie Juppé，法語：[alɛ̃ ʒype]；1945年8月15日—），法國政治家，曾任法国总理、法国外交部長、國防部长及波尔多市长，現任法国宪法委员会委员。

## 生平

### 早年活动
朱佩参加过1968年的五月风暴，并在1969年法国总统选举中投票支持托派政党共产主义联盟候选人阿兰·克里文。

### 职业经历
- 1965年，考入巴黎高等师范大学
- 1968年，考入国立行政管理学院。
- 1983年，任巴黎市副市长
- 1986－1988，任负责预算的部长级代表兼政府发言人
- 1993－1995，外交部長
- 1995－1997，法國總理
- 1995 - 2004, 波尔多市长
- 2006 - 2019，波尔多市长（复任）
- 2007，生態兼可持續發展及規劃部長
- 2010－2011，國防及退伍軍人部部長
- 2011－2012，外交部長

### 總理
1995年時任巴黎市長的希拉克當選法國總統，結束法國社會黨14年的管治，希拉克其後任命盟友阿兰·朱佩為总理，直至1997年執政保衛共和聯盟在國會選舉慘敗下台為止。

#### 第一届内阁
- 阿兰·朱佩 - 总理
- 赫维·德夏雷特 - 外交部长
- 夏尔·米荣 - 国防部长
- 让-路易·德勃雷 - 内政部长
- 阿兰·马德兰 - 经济和财政部长
- 雅克·都蓬 - 司法部长
- 伊夫·加朗 - 工业部长
- 弗朗索瓦·贝鲁 - 国家教育, 职业培训，高等教育和研究部长
- 雅克·巴罗特 - 劳工，社会对话与参与部长
- 皮埃尔·帕斯奎尼 - 老兵和战争受害者部长
- 菲利普·杜斯特-布拉齐 - 文化部长
- 菲利普·瓦瑟尔 - 农业，鱼类和食物部长
- 科里纳·勒帕日 - 环境部长
- 让-雅克·德佩雷蒂 - 海外部长
- 贝纳尔·庞斯 - 运输，区域规划，以及装备部长
- Roger Romani - 与议会关系部长
- Elisabeth Hubert - 公共卫生和疾病保险部长部长
- 皮埃尔-安德烈·Périssol - 住房部长
- 法朗索瓦兹·德巴纳费厄 - 旅游部长
- 弗朗索瓦·菲永 - 信息技术和邮政部长
- 让·布许 - 行政事务部长
- 让-皮埃尔·拉法兰 - 小型和中型公司，商业和手工业部长
- 克洛德·戈阿斯根 - 国家改革，权力下放和公民权力部长
- Colette Codaccioni - Minister of Solidarity between Generations
- 埃里克·拉乌尔 - 一体化和打击排斥部长
- Jean Arthuis - 规划部长

#### 變動
- 1995年8月25日 - Jean Arthuis繼馬德蘭當上經濟及財政部長，仍身兼規劃部長。

#### 第二届内阁
- 阿兰·朱佩 - 总理
- 赫维·德夏雷特 - 外交部长
- 夏尔·米荣 - 国防部长
- 让-路易·德勃雷 - 内政部长
- Jean Arthuis - 经济和财政部长
- 雅克·都蓬 - 司法部长
- 弗朗克·博罗特拉 - 工业、邮政以及电讯部长
- 弗朗索瓦·贝鲁 - 国家教育，职业培训，高等教育和研究部长
- 雅克·巴罗特 - 劳工和社会事务部长
- 菲利普·杜斯特-布拉齐 - 文化部长
- 菲利普·瓦瑟尔 - 农业，鱼类和食物部长
- 居伊·德鲁特 - 青年和体育部长
- 科里纳·勒帕日 - 环境部长
- 贝纳尔·庞斯 - 运输，住房，旅游和设备部长
- Roger Romani - Minister of Relations with Parliament
- 多米尼克·佩尔邦 - 行政事务,国家改革和权力下放部长
- 让-克洛德·戈丹 - 城市和区域规划部长
- 让-皮埃尔·拉法兰 - 小型和中型公司，商业和手工业部长

### 卸任后
2016年，已宣佈參加共和黨下屆總統候選人初選，參加2017年法國總統選舉。根據法國民意測驗，是強有力的競爭者。然而在11月27日的第二轮党内选举中不敌尼古拉·萨科齐时期的总理弗朗索瓦·菲永。
| 前任： 洛朗·迪马       | 法国外交部长 1993年-1995年                | 繼任： 赫维·德夏雷特      |
| 前任： 雅克·希拉克     | 保卫共和联盟主席 1994年-1997年            | 繼任： 菲利普·塞甘        |
| 前任： 爱德华·巴拉迪尔 | 法国总理 1995年-1997年                    | 繼任： 利昂内尔·若斯潘    |
| 前任： 无              | 人民运动联盟主席 2002年-2004年            | 繼任： 让-克洛德·戈丹(代) |
| 前任： 纳莉·奥兰       | 法國生態環境兼可持續發展及規劃部長 2007年 | 繼任： 让-路易·博洛       |
| 前任： Herve Morin     | 法國國防及退伍軍人部部長 2010年           | 繼任： 让-路易·博洛       |
| 前任： 阿利奧·馬里     | 法國外交部長 2011年－2012年               | 繼任： 洛朗·法比尤斯      |